# Royal Welsh
Le Royal Welsh, abrégé en R WELSH, (Y Cymry Brenhinol en gallois) est un régiment d'infanterie de la British Army. Il a été formé lors d'une réorganisation de l'armée en 2006.

## Structure
Le régiment est composé de deux bataillons : le 1er et le 3e bataillon. Le 1er bataillon est une unité régulière d'infanterie blindée stationnée au camp Tidworth (en) à Tidworth. Il fait partie de la 12e brigade d'infanterie blindée (en). De son côté, le 3e bataillon est une unité de réserve d'infanterie légère stationnée aux Maindy Barracks (en) à Cardiff. Il fait également partie de la 12e brigade d'infanterie blindée. Le quartier général régimentaire se situe à Cardiff.

## Histoire

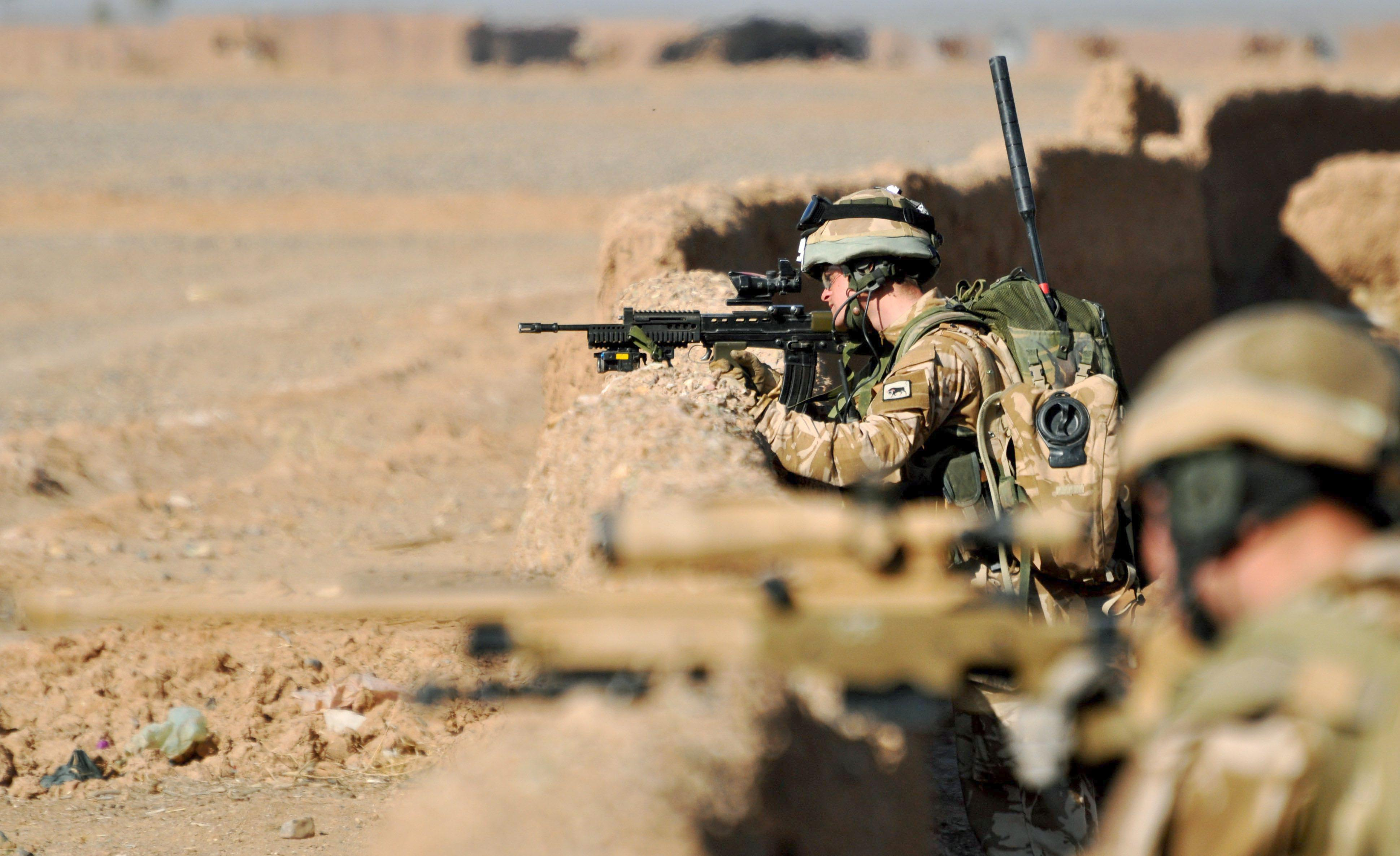
Des soldats du 1er bataillon du Royal Welsh en Afghanistan en 2010

Le régiment a été formé le 1er mars 2006 par la fusion des Royal Welch Fusiliers et du Royal Regiment of Wales (en).
En octobre 2007, octobre 2009 et avril 2012, le 1er bataillon a été déployé en Afghanistan. De son côté, en juillet 2007, le 2e bataillon a été déployé en Irak et, entre 2009 et 2011, il a déployé des compagnies en Afghanistan.
Le 2 avril 2014, le 1er et le 2e bataillon ont été fusionnés.

## Lignée
| 1880 | 23rd (Royal Welsh Fusiliers) Regiment of Foot | 24th (2nd Warwickshire) Regiment of Foot      | 41st (Welch) Regiment of Foot                 | 69th (South Lincolnshire) Regiment of Foot (en) |
| 1881 | The Royal Welsh Fusiliers                     | The South Wales Borderers                     | The Welsh Regiment (en)                       | The Welsh Regiment (en)                         |
| 1921 | The Royal Welch Fusiliers                     | The South Wales Borderers                     | The Welch Regiment (en)                       | The Welch Regiment (en)                         |
| 1957 | The Royal Welch Fusiliers                     | The South Wales Borderers                     | The Welch Regiment (en)                       | The Welch Regiment (en)                         |
| 1966 | The Royal Welch Fusiliers                     | Royal Regiment of Wales (24th/41st Foot) (en) | Royal Regiment of Wales (24th/41st Foot) (en) | Royal Regiment of Wales (24th/41st Foot) (en)   |
| 1990 | The Royal Welch Fusiliers                     | Royal Regiment of Wales (24th/41st Foot) (en) | Royal Regiment of Wales (24th/41st Foot) (en) | Royal Regiment of Wales (24th/41st Foot) (en)   |
| 2003 | The Royal Welsh                               | The Royal Welsh                               | The Royal Welsh                               | The Royal Welsh                                 |

## Jumelages
- Afrique du Sud - 121 South African Infantry Battalion
- Afrique du Sud - Pretoria Regiment (en)
- Australie - Royal New South Wales Regiment
- Canada - Royal 22e Régiment
- Canada - The Ontario Regiment (RCAC)
- Malaisie - 4e bataillon du Royal Malay Regiment
- Pakistan - 4e bataillon du Baloch Regiment (en)
- Pakistan - 3e bataillon du Frontier Force Regiment (en)